# Orchestre symphonique de San Francisco
L'Orchestre symphonique de San Francisco (San Francisco Symphony en anglais) est le plus important orchestre symphonique de San Francisco (État de Californie, États-Unis).

## Historique

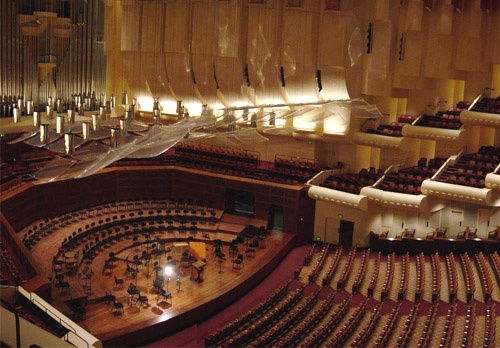
Intérieur du Louise M. Davies Symphony Hall.

Le premier concert de l'orchestre symphonique de San Francisco remonte à décembre 1911.
L'orchestre se produit sur la scène du Louise M. Davies Symphony Hall, une salle de concert construite en 1980 (dans le complexe du San Francisco War Memorial and Performing Arts Center). Son actuel directeur musical est Michael Tilson Thomas (depuis septembre 1995). L'orchestre a également créé avec Metallica, leur 9e album, S&M, qui est devenu un classique dans le genre.
Début 2025, juste après le début du second mandat présidentiel de Donald Trump, et dans une campagne de lutte contre l'équité, la diversité et l'inclusion, le département de l’Éducation des États-Unis exige que le San Francisco Conservatory of Music et le San Francisco Symphony interrompent leur projet baptisé Emerging Black Composers. Celui-ci vise en effet à promouvoir le travail de jeunes compositeurs noirs. L'établissement refuse toutefois l'intimidation et espère poursuivre ce projet. Selon son porte-parole : « Le San Francisco Conservatory of Music s’engage à continuer de construire une communauté toujours plus inclusive et accueillante. C’est une partie essentielle de la mission de notre conservatoire qui consiste à faire progresser la musique et l’éducation à travers le monde ».

## Liste des directeurs musicaux successifs
- Henry Hadley (1911–1915)
- Alfred Hertz (1915–1930)
- Basil Cameron et Issay Dobrowen (1930–1934)
- Pierre Monteux (1935–1954)
- Enrique Jordá (1954–1963)
- Josef Krips (1963–1970)
- Seiji Ozawa (1970–1977)
- Edo de Waart (1977–1985)
- Herbert Blomstedt (1985–1995) (actuellement chef d'orchestre d'honneur)
- Michael Tilson Thomas (1995–2020)
- Esa-Pekka Salonen (2020-)

## Sources
- (en) Cet article est partiellement ou en totalité issu de l’article de Wikipédia en anglais intitulé « San Francisco Symphony » (voir la liste des auteurs).